# The New Crystal Silence
 (avril 2025).
Albums de Gary Burton et Chick Corea
Native Sense: The New Duets
(1997) Hot House
(2012)
The New Crystal Silence est un double album en duo du vibraphoniste Gary Burton et du pianiste Chick Corea, avec la participation de l'orchestre symphonique de Sydney, enregistré durant l'été 2007, et sorti le 5 février 2008.
Le premier disque a été enregistré les 10 et 12 mai 2007 au Sydney Opera House Concert Hall. Le deuxième disque a été enregistré le 7 juillet 2007 à Bjornsonhuset à Molde, en Norvège, à l'exception du morceau Señor Mouse, qui a été enregistré le 13 juillet 2007 à l'Auditorio de Tenerife aux îles Canaries, en Espagne.
La pièce La Fiesta, à l'origine issue de l'album solo de Chick Corea Return to Forever de 1972, fait ici un retour pour le duo qui l'avait déjà reprise sur Duet en 1979. La pièce Crystal Silence est aussi issue du même album précité de Chick Corea. 
L'album reçoit en 2008 le Grammy Award du meilleur album de jazz instrumental.

## Listes des morceaux

### Disque 1
Le disque 1 a été enregistré avec la participation de l'orchestre symphonique de Sydney.
| No | Titre           | Musique     | Durée |
| -- | --------------- | ----------- | ----- |
| 1. | Duende          | Chick Corea | 10:54 |
| 2. | Love Castle     | Chick Corea | 12:41 |
| 3. | Brasilia        | Chick Corea | 9:38  |
| 4. | Crystal Silence | Chick Corea | 14:09 |
| 5. | La Fiesta       | Chick Corea | 13:35 |

### Disque 2
Le disque 2 est composé de pièces en duo de Chick Corea et Gary Burton.
| No | Titre             | Musique                                     | Durée |
| -- | ----------------- | ------------------------------------------- | ----- |
| 1. | Bud Powell        | Chick Corea                                 | 7:55  |
| 2. | Waltz for Debby   | Bill Evans                                  | 8:03  |
| 3. | Alegria           | Chick Corea                                 | 5:49  |
| 4. | No Mystery        | Chick Corea                                 | 9:12  |
| 5. | Senor Mouse       | Chick Corea                                 | 9:10  |
| 6. | Sweet and lovely  | Gus Arnheim/Charles Daniels/Harry Tobias    | 6:56  |
| 7. | I love you, Porgy | George Gershwin/Ira Gershwin/DuBose Heyward | 4:09  |
| 8. | La fiesta         | Chick Corea                                 | 10:41 |